# Derventa
Derventa (in cirillico serbo Дервента) è una città della Bosnia ed Erzegovina con 30.177 abitanti al censimento 2013 e a 10 chilometri dal confine con la Croazia delimitato dal fiume Sava. È compreso nella Regione di Doboj.
Confina con Bosanski Brod, Modriča, Doboj, Prnjavor, Srbac e con la Croazia.

## Popolazione
Secondo l'ultimo censimento tenuto in Jugoslavia, risalente al 1991, la composizione etnica della popolazione è la seguente:
Municipalità:
- 22.986 Serbi (40,9%)
- 21.972 Croati (39%)
- 7.122 Bosgnacchi (12,6%)
- 3.306 Jugoslavi (5,9%)
- 942 Altri (1,6%)

La città:
- 5.558 Bosgnacchi (31,31%)
- 4.555 Serbi (25,66%)
- 4.317 Croati (24,32%)
- 2.623 Jugoslavi (14,77%)
- 695 Altri (3,91%)

Dopo la guerra non sono stati eseguiti nuovi censimenti, ma comunque secondo stime attendibili la popolazione dovrebbe attestarsi tra le 22.000 e 25.000 unità delle quali il 90% serbi.

## Località
Il comune è formato dall'insieme delle seguenti località:
Agići · Begluci · Bijelo Brdo · Bosanski Dubočac · Brezici · Bukovac · Bukovica Mala · Bukovica Velika · Bunar · Cerani · Crnča · Dažnica · Derventa · Donja Bišnja · Donja Lupljanica · Donji Detlak · Donji Višnjik · Drijen · Gornja Bišnja · Gornja Lupljanica · Gornji Božinci · Gornji Detlak · Gornji Višnjik · Gradac · Gradina · Kalenderovci Donji · Kalenderovci Gornji · Kostreš · Kovačevci · Kulina · Kuljenovci · Derventski Lug · Lužani · Lužani Bosanski · Lužani Novi · Mala Sočanica · Mišinci · Miškovci · Modran · Osinja · Osojci · Pjevalovac · Plehan · Pojezna · Poljari · Polje · Rapćani · Stanići · Šušnjari · Tetima · Trstenci · Tunjestala · Velika · Velika Sočanica · Vrhovi · Zelenike · Žeravac i Živinice.

## Amministrazione

### Gemellaggi
- Pinerolo, dal 2005